# Alfa Romeo 8C Competizione
Este artigo é sobre o Alfa Romeo 8C Competizione, um coupé desportivo actual. Para o Alfa Romeo 8C, automóvel da década de 1930, veja Alfa Romeo 8C
O 8C Competizione é um automóvel esportivo de dois lugares da Alfa Romeo, produzido entre 2007 até 2010.
Sua carroceria é feita de fibra de carbono, e atinge os 293 km/h de velocidade máxima. Sua aceleração 0-100 km/h é de 4,2 segundos. O motor é um 4.7 V8 montado pela Ferrari.
Estava disponível carrocerias cupê (Competizione) e descapotável (Spider), esta lançada no Salão do Automóvel de Genebra em março de 2008. No total teve 1000 unidades produzidas, sendo 500 do Competizione e 500 do Spider.

## Performance
| Velocidade máx.    | 292 km/h (181 mph)                   |
| 0-100 km/h         | 4.2 segundos                         |
| 1/4 de milha       | 12.4 segundos @ 187,3 km/h (116 mph) |
| Tipo do motor      | V8                                   |
| Disposição         | 4.7L (4691 cc)                       |
| Torque             | 480 Nm @ 4750 rpm                    |
| Aceleração lateral | 1.02 g                               |
| Emissão de CO2     | 377 g/km                             |